# Charles Howard Hinton
Charles Howard Hinton (1853 – 30. dubna 1907 Washington D.C.) byl excentrický britský matematik a spisovatel sci-fi. Zabýval se především prostory vyšších dimenzí a to především čtyřrozměrným prostorem. Je autorem pojmu pro čtyřrozměrnou krychli – teserakt. Zabýval se také theosofií. Jeho názory inspirovaly H. G. Wellse k románu Stroj času.
Narodil se v rodině svérázného lékaře Jamese Hintona, propagátora volné lásky a vůdce malé sekty. Charles začal studovat v Rutlandu a v roce 1886 obdržel titul MA v Oxfordu. V témže roce byl ale v Anglii odsouzen za bigamii a uprchl do Japonska. V roce 1893 se přesunul do USA a stal se docentem matematiky v Princetonu.
V roce 1897 sestrojil střelným prachem poháněný nadhazovací stroj na baseball. Několik zranění, které tento stroj způsobil se však stalo důvodem k jeho propuštění. Poté se přesunul na universitu do Minnesoty. Od roku 1900 pracoval ve Washingtonu D.C.